# Episodi di Suspense (terza stagione)
La terza stagione della serie televisiva Suspense, composta da 55 episodi, è stata trasmessa negli Stati Uniti dall'emittente CBS dal 29 agosto 1950 all'11 settembre 1951.
In Italia la serie è inedita.
| n° | Titolo                          | Pubblicazione     |
| -- | ------------------------------- | ----------------- |
| 1  | Poison                          | 29 agosto 1950    |
| 2  | A Pocketful of Murder           | 5 settembre 1950  |
| 3  | Edge of Panic                   | 12 settembre 1950 |
| 4  | Dark Shadows                    | 19 settembre 1950 |
| 5  | Six to One                      | 26 settembre 1950 |
| 6  | The Monkey's Paw                | 3 ottobre 1950    |
| 7  | Criminals Mark                  | 10 ottobre 1950   |
| 8  | The Man Who Would Be King       | 17 ottobre 1950   |
| 9  | Breakdown                       | 24 ottobre 1950   |
| 10 | Halloween Hold-Up               | 31 ottobre 1950   |
| 11 | Nightmare                       | 7 novembre 1950   |
| 12 | The Brush Off                   | 14 novembre 1950  |
| 13 | The Death Cards                 | 21 novembre 1950  |
| 14 | The Hands of Mr. Ottermole      | 28 novembre 1950  |
| 15 | The Guy from Nowhere            | 5 dicembre 1950   |
| 16 | The Mallet                      | 12 dicembre 1950  |
| 17 | Dancing Dan's Christmas         | 19 dicembre 1950  |
| 18 | The Tip                         | 26 dicembre 1950  |
| 19 | Death in a River                | 2 gennaio 1951    |
| 20 | Tough Cop                       | 9 gennaio 1951    |
| 21 | The Fool's Heart                | 16 gennaio 1951   |
| 22 | Dead Fall                       | 23 gennaio 1951   |
| 23 | The Rose Garden                 | 30 gennaio 1951   |
| 24 | Night Break                     | 6 febbraio 1951   |
| 25 | Double Entry                    | 13 febbraio 1951  |
| 26 | The Victims                     | 20 febbraio 1951  |
| 27 | Margin for Safety               | 27 febbraio 1951  |
| 28 | Dr. Jekyll and Mr. Hyde         | 6 marzo 1951      |
| 29 | On a Country Road               | 13 marzo 1951     |
| 30 | Telephone Call                  | 20 marzo 1951     |
| 31 | The Three of Silence            | 27 marzo 1951     |
| 32 | Go Home Dead Man                | 3 aprile 1951     |
| 33 | The Foggy Night Visitor         | 10 aprile 1951    |
| 34 | The Juiceman                    | 17 aprile 1951    |
| 35 | Murderers' Meeting              | 24 aprile 1951    |
| 36 | No Friend Like an Old Friend    | 1° maggio 1951    |
| 37 | Murder in the Ring              | 8 maggio 1951     |
| 38 | Too Hot to Live                 | 15 maggio 1951    |
| 39 | Escape This Night               | 22 maggio 1951    |
| 40 | Vamp Till Dead                  | 29 maggio 1951    |
| 41 | The Call                        | 5 giugno 1951     |
| 42 | De Mortuis                      | 12 giugno 1951    |
| 43 | A Killing in Abilene            | 19 giugno 1951    |
| 44 | The Greatest Crime              | 26 giugno 1951    |
| 45 | Blood on the Trumpet            | 3 luglio 1951     |
| 46 | Tent on the Beach               | 10 luglio 1951    |
| 47 | Wisteria Cottage                | 17 luglio 1951    |
| 48 | The Incident at Story Point     | 24 luglio 1951    |
| 49 | A Vision of Death               | 31 luglio 1951    |
| 50 | Killers of the City             | 7 agosto 1951     |
| 51 | Death Sabre                     | 14 agosto 1951    |
| 52 | This Is Your Confession: Part 1 | 21 agosto 1951    |
| 53 | This Is Your Confession: Part 2 | 28 agosto 1951    |
| 54 | This Way Out                    | 4 settembre 1951  |
| 55 | Strange for a Killer            | 11 settembre 1951 |